# Zeylanicobdella arugamensis
Zeylanicobdella arugamensis is een ringworm uit de familie van de Piscicolidae. De wetenschappelijke naam van de soort is voor het eerst geldig gepubliceerd in 1963 door de Silva.